# Culture d'Erligang
Sauf précision contraire, les dates de cet article sont sous-entendues « avant l'ère commune », c'est-à-dire « avant Jésus-Christ ».
La culture d'Erligang, datée de 1580 à 1400/1300 avant l'ère commune, est une culture de l'Âge du bronze en Chine. Elle succède à la culture d'Erlitou (vers 1900-1500), dans le Henan. Certains archéologues la considèrent comme une des premières « civilisations » en Chine. Elle correspond peut-être à une période d'épanouissement de l’« État » dans la vallée du fleuve Jaune et bien plus au sud. Son rayonnement correspond au développement intense de la métallurgie du bronze, caractéristique de la Chine pré-antique. Elle doit son nom au site d'Erligang, mis au jour à partir de 1951 dans un faubourg — Erligang — de la ville de Zhengzhou, dans le Henan, où ont été identifiées les premières traces de cette culture. Puis de nombreux sites ont été découverts, datant de la période qui suit, ou phase moyenne d'Erligang, dans une zone étendue à une grande partie de la plaine centrale de Chine, et jusque dans la vallée du Moyen Yangzi Jiang. Le site majeur de cette culture a été mis au jour sous l'actuelle ville de Zhengzhou, donc à proximité du site éponyme de la période : c’était pour l'époque une ville immense et fortifiée. Le déclin d'Erligang se manifeste rapidement au cours de la phase finale, vers 1300 avant l'ère commune.

## Controverse
Cette culture pose des difficultés et il n'y a pas d'unanimité des chercheurs à son sujet. Elle est bien caractérisée par une industrie du bronze à grande échelle à la sophistication artistique et technologique remarquable. Cependant la difficulté de conduire des fouilles sous une ville, celle de Zhengzhou, rend les résultats moins précis qu'à Yanshi, le site principal de la culture d'Erlitou. Le petit site de la culture d'Erligang à Panlongcheng, dans le Hubei, a été lui aussi fouillé. Étant à la campagne, il a pu donner un plus grand nombre d'informations. Malheureusement, les experts ne sont pas du même avis concernant le matériel mis au jour[pas clair].
Pour Yuan Guangkuo (2013), il n'y a pas d'hésitation malgré une étude approfondie des recherches qui ont suivi les premières fouilles des années 1950 à Zhengzhou, et des déductions multiples et contradictoires qui ont suivi : le site d'Erligang est à considérer au sein de la continuité de la culture propre à la dynastie Shang. Mais pour les auteurs de Art and Archaeology of the Erligang Civilization (2014), il ne fait aucun doute que l'on se trouve devant des témoins d'une civilisation (et peut-être la première ?) indépendante, tout en étant en relation avec la culture de la dynastie Shang, et surtout qu'elle s'est diffusée selon un processus et sur des lieux qui ne recouvrent pas ceux de la culture Shang.
Les dates correspondant aux derniers dépôts datés d'Erlitou, vers 1530, et la date correspondant à la fondation de la dynastie Shang, selon la tradition historiographique chinoise, ont longtemps semblé faire correspondre la culture d'Erligang avec la fondation de la dynastie Shang. Cela dit, le texte de Sima Qian évoque l'origine de cette dynastie en des termes clairement mythiques. Et cette identification n'est donc pas, pour le moins, assurée. L'archéologie en Chine ne cesse de se démarquer de la persistance des traditions historiographiques et le cas de la culture d'Erligang est éclairant à ce propos. Ainsi, il semblerait bien qu'il ne faut plus confondre la culture d'Erligang, et sa civilisation, avec la dynastie Shang, au regard des mises au point de 2014 par un groupe de spécialistes internationaux.

## Historique des découvertes
La découverte du site d'Erligang doit être inscrite, plus que tout autre en Chine, dans l'histoire de l'archéologie chinoise afin de mieux comprendre les divergences entre spécialistes en 2013/2014. Le fondateur de l'archéologie chinoise des époques néolithiques et de l'Âge du Bronze en Chine a été Li Ji (ou Li Chi, 1896-1979). Après des études à Harvard en anthropologie (1920-1923), de retour au pays, on lui a confié entre 1928 et 1932 des recherches sur le site d'Anyang, motivées par la recherche des premiers caractères chinois sur os oraculaires. On était alors à la recherche des fondements de la civilisation chinoise, et cette démarche s'inscrivait dans un vaste mouvement, qui accompagnait la construction des identités nationales depuis le Moyen-Orient jusqu'au Mexique, avec des présupposés qui étaient ceux de l'époque : le Moyen-Orient semblait au cœur d'un concept diffusionniste confronté à la multitude des découvertes : la tombe de Toutankhamon en 1922 apparaissait comme une date tardive dans la culture égyptienne et il avait vécu un siècle avant les rois d'Anyang ! Anyang semblait, pour Li Ji à l'origine de la civilisation chinoise avec ses premiers signes calligraphiés et pourtant la survenue de cette écriture, la perfection des bronzes ne pouvaient avoir surgi sans prémices même si le site d'Anyang passait brutalement d'une couche néolithique à une couche de l'âge du bronze accompli. La découverte du système de moules en argile pour la réalisation des bronzes détruisit sa représentation antérieure de bronzes reproduits d'après des originaux taillés dans le bois dans une culture située à l'Ouest et qui aurait servi d'intermédiaire entre le Moyen-Orient antique et la civilisation chinoise naissante. Il publia ses recherches dans les années 1940 et 1950. Avec de nombreux collègues il alla poursuivre ses études à Taïwan, lors de la fondation de la République populaire. Mais pour le nouveau régime les fondements de la Nation, dans son indépendance, devenaient essentiels : il devenait impérieux de découvrir des antécédents locaux à la culture d'Anyang, un apport venant de l'Ouest était à exclure. Tout un pan de la recherche s'est tourné logiquement dans ce sens.
C'est dans ce climat que l'on découvrit des poteries anciennes dans le sous-sol de Zhengzhou, sur le site d'Erligang. En 1955 le grand mur de briques de terre battue de Zhengzhou, et des tombes contenant quelques bronzes firent leur effet. Dès que l'on mesura que le mur d'enceinte avait 7 km de long, cette cité apparaissait comme la plus grande de son temps, de tout l'Est asiatique. Le problème est que cette cité se trouve sous la ville moderne, avec ses constructions hautes qui interdisent toute fouille exhaustive. Les premières tombes étaient modestes et contenaient seulement quatre bronzes. Il fallut attendre pour que l'antériorité de Zhengzhou vienne à l'esprit, car de tels bronzes faisaient déjà partie des collections et sans considération particulière. Et les premières publications de bonne qualité, les premières expositions dans le monde ne se firent que dans les années 1970. Or c'est en 1974 que l'on fit la découverte du site de Panlongcheng, dans la campagne. Et bien que la ville soit bien plus petite que celle de Zhengzhou, les tombes s'avérèrent bien plus riches, et ces bronzes firent le tour du monde avec les premières grandes expositions de la République populaire hors de Chine, dans les années 1970 et 1980.
Or la qualité de ces bronzes repose et déplace la question de l'« origine » d'un tel savoir-faire. On découvrit des fanding imposants, à Zhengzhou, l'un d'un mètre de haut et pesant 85 kg. On trouva aussi, en 1990, un grand fanding à Pinglu, à 200 km à l'Ouest de Zhengzhou. L'homme qui fit bouger les choses fut l'historien d'Art Max Loehr (1903-1988). Cet historien de l'art étudia tout le corpus publié et en déduisit la typologie de la vaisselle de bronze, ce qui permit de classer méthodiquement tous les exemplaires selon une méthode rigoureuse. Mais ceci ne répondait toujours pas à la question de l'origine de la technologie du bronze utilisée à Erligang. Et au cœur de cette technologie il y a la mise au point du moule en plusieurs parties, avec un aspect complexe qui fait penser à un assemblage de diverses provenances, comme les pieds creux qui proviennent de la poterie néolithique. Mais tout le reste semble imiter une vaisselle faite de pièces martelées et dont la jointure entre le couvercle et le corps a été faite par sertissage. Or ce type de vase imite dans ses grandes lignes une cruche, dont on conserve un exemplaire, qui provient du Gansu, dans l'Ouest de la Chine. Cependant la cruche en question est elle-même une imitation réalisée en céramique, d'après un original en métal dont on n'a actuellement aucun exemplaire. Or un métal martelé est plus exposé à la corrosion qu'un métal fondu. Que l'on n'en ait pas retrouvé n'est donc pas très surprenant.
Ces recherches recoupent celles conduites par Li Liu et Xingcan Chen (2012) qui vont aussi dans ce sens, avec la certitude de liens réguliers avec des peuples de la steppe d'Asie centrale et de Sibérie du Sud qui avaient la maitrise du bronze depuis longtemps et commerçaient avec les populations du Gansu, en particulier dans la culture de Qijia qui possédait plusieurs technologies du bronze, avant l'émergence de la technologie du bronze dans la culture d'Erligang.

## Chronologie
La culture d'Erligang (v. 1580-1300) peut être subdivisée en trois phases bien différenciées. Elle succède à la culture d'Erlitou phase IV (v. 1560-1520), qu'elle recouvre en quelques décennies, et elle correspond au passage qui va de la fin du Néolithique et de la première phase de l'Âge du bronze jusqu'au début de la dynastie Shang. Ce changement se marque d'abord par la construction d'une ville à Zhengzhou, à 85 km de Yanshi, ville majeure de la culture d'Erlitou, et cité qui était le centre de la culture à laquelle elle a donné son nom. Peu après se constitue le centre urbain majeur de la culture d'Erligang, à Zhengzhou. Cette phase initiale d'Erligang est marquée par un essor économique et technique ainsi que par l'expansion de la culture d'Erligang dans les régions voisines au cours de la phase moyenne. Au cours de la phase finale d'Erligang, le site de Zhengzhou connait un déclin rapide et se fait supplanter par d'autres sites plus petits (Xiaoshangqiao, Shaoshai, Fucheng, etc.). L'influence de la culture d'Erligang sur les régions voisines est moins forte. Vers 1400 avant notre ère, le centre politique de la Chine du Nord se déplace vers l'est, dans la région d'Anyang, capitale attestée des Shang. Mais cette vision est contestée par l'intérêt récemment porté sur les régions situées bien plus au Sud comme Xingan Dayangzhou (en) au Jiangxi qui semble attester du rayonnement d'Erligang, fort loin, depuis Panlongcheng (déjà au Sud du Hubei).

## Caractéristiques majeures

### Urbanisation
Les sites majeurs de la culture d'Erligang sont de vastes cités. Alors que Yanshi, de la culture d'Erlitou, est protégé par une muraille enserrant 80 hectares, le site de Zhengzhou la dépasse largement puisque des traces d'occupation de la période ont été repérées sur environ 2500 hectares, autour d'une ville-centre de 300 hectares protégée par une enceinte en terre damée épaisse de 20 à 30 mètres. Les monuments principaux de Zhengzhou sont des bâtiments palatiaux situés au nord-est de la ville intérieure, qui ont sans doute servi de centre politique et religieux. Divers ateliers ont été repérés dans la ville. Mais des recherches plus aisées, menées sur le site de Panlongcheng, au sud du Hubei, ont mis au jour des tombes bien plus luxueuses que celles découvertes à Zhengzhou.

### Hiérarchie sociale
Une vingtaine de tombes de l'élite, contenant des bronzes, peuvent être opposés à des centaines de tombes contenant simplement quelques poteries, permettent de se faire une idée de la société d'alors. Dans cette culture les différents signes qui distinguent cette « coterie » du commun des mortels ont été soigneusement étudiés récemment.

### Centralisation et développement de l’«État»
L'apparition de l’« État » (encore faut-il s'entendre sur ce le sens que l'on donne à ce terme, voir plus loin) en Chine peut être datée de la culture d'Erlitou (on envisage un « État d'Erlitou »), mais la phase d'Erligang voit manifestement un nouvel essor dans la constitution de villes plus vastes avec un groupe monumental important et une économie métallurgique nécessitant un niveau d'organisation administrative avancé. L'influence de la culture d'Erligang sur les régions voisines pourrait témoigner d'une expansion politique importante ; elle reflète en tout cas la présence d'une véritable puissance culturelle à l'échelle de cette période. L'absence de sources écrites ne permet pas d'en savoir plus sur l'organisation politique de la période : s'agit-il d'un seul État dirigé depuis Zhengzhou et couvrant un vaste espace, ou bien d'un espace fragmenté politiquement ? La nature du sommet du pouvoir n'est pas claire. Les symboles centraux du pouvoir dans le monde d'Erligang et son économie de production tout comme la société qui la porte étaient semblables à ceux d'Erlitou (auparavant) et d'Anyang (ensuite), qu'elles qu'aient été leurs exactes articulations avec le pouvoir.
Par ailleurs l'accord n'est encore pas entièrement unanime sur les termes essentiels. Actuellement une approche socio-archéologique sino-internationale repose les questions liées à la création de ce que les uns et les autres appellent des « États » : on peut se mettre d'accord sur le fait qu'un pouvoir centralisé concentre les prises de décisions d'une part sur les relations extérieures, les processus locaux à réguler, et d'autre part sur les relations intérieures qui organisent la société en un ensemble de travaux que l'on peut diviser et répartir sur des individus ou des groupes. L'apparition de l’État en Chine peut être datée de la période d'Erlitou  : on envisage ainsi un État d'Erlitou, en 2013.

### Céramique et bronze: indicateurs politiques?
Comparée à celle d'Erlitou, la céramique la plus utilisée, celle pour cuire les aliments, se transforme radicalement : ce n'est plus le guan, une jarre à large ouverture et dont le fond est courbe, mais le li, un trépied à l'ouverture large, mais le système très ancien en Chine du vase sur trois pieds (comme le ding), prend une forme creuse, qui peut d'ailleurs être moulée sur une contre-forme pleine. Ces trois pieds creux rappellent la forme d'une mamelle et le contenu est donc plus vite réchauffé car la surface exposée au feu est bien plus grande tandis que la stabilité est assurée. Ce genre de poterie est produit alors partout dans des centres qui semblent ainsi produire pour les petites cités voisines. La forme semble logiquement conçue ou de manière concertée par un groupe d'artisans, voir imposée par un pouvoir fort. Des centres énormes comme celui dégagé à Zhengzhou, couvrant environ douze hectares, peuvent voir le jour, de même que sur une aire de 1 500 m2 on peut trouver un groupe de quinze fours de potiers. Mais la généralisation des formes ne peut pas être déduite d'une autorité politique. À Panlongcheng, à 450 km de là, les formes diffèrent mais peut-on en déduire pour autant un pouvoir politique différent ? Or la « civilisation » d'Erligang rayonne sur une bien plus vaste étendue que la culture Shang d'Anyang. Les bronzes de Panlongcheng sont, quant à eux, totalement similaires à ceux de Zhengzhou... Prouveraient-ils une continuité politique que la céramique ne confirme pas ?

### Art du bronze
L'artisanat du bronze se développe en Chine durant la culture d'Erlitou, puis la culture d'Erligang le fait passer à une nouvelle échelle, sous une forme totalement différente de ce que l'on connait en dehors de la Chine. Les artisans, sans doute fermement encadrés par l'administration, réalisent alors en grande quantité des vases rituels en bronze aux formes de plus en plus complexes et variées. Ils développent la technique des moules à section, ainsi que le motif ornemental appelé taotie, une sorte de masque dominé par deux grands yeux fixes. L'étude de ces bronzes et de leurs techniques comme de leurs formes, puisqu'ils ne comportent aucun texte, aiguise l'attention à des faits matériels qui pour les archéologues d'aujourd'hui sont essentiels.

### Premiers signes d'une écriture
Plusieurs fragments de poterie découverts entre 1995 et 1999, à vingt kilomètres de Zhengzhou, portent quelques inscriptions qui pourraient être l'indice d'une pratique de l'écriture plus ancienne que l'écriture complexe utilisée à Anyang et donc dans un stade initial du processus de l'invention de l'écriture en Chine. Des supports plus fragiles n'en auraient pas permis la conservation, et la difficulté de pratiquer des fouilles sous la ville actuelle de Zhengzhou s'ajoutent à ces retards dans la découverte des tout premiers signes d'une écriture en Chine. Des fouilles ultérieures pourront peut-être confirmer ces indices.

### Expansion et influence culturelle
De nombreux sites des régions voisines du centre de la culture d'Erligang sont marqués par son influence, visible dans la culture matérielle. Si ce phénomène était déjà en germe durant la période d'Erlitou, il prend une importance plus grande durant la phase d'Erligang, recouvrant une large partie de la Plaine centrale, surtout autour du bassin du fleuve Jaune mais aussi - phénomène inédit - dans celle du Yangzi. Des sites importants de la culture d'Erligang ont ainsi été dégagés dans la région du Moyen Yangzi, en premier lieu Panlongcheng (environ 100 hectares à cette période). Ces sites secondaires devaient servir de relais culturels voire de centres administratifs pour la région [pas nécessairement centrée) de la culture d'Erligang, et de relais commerciaux pour acheminer des ressources naturelles provenant de diverses régions de la Chine, en particulier les métaux. Il aurait pu y avoir ainsi, sur les rives du bas Yangzi, des cultures prêtes à échanger avec la culture d'Erligang par l’intermédiaire de sites plus au sud, ce qui pourrait laisser penser à des contacts avec Xingan Dayangzhou au Jiangxi qui témoigne très tôt d'une culture du bronze à grande échelle. D'autres échanges entre Panlongcheng et le Hunan, font de cette région une « perpétuelle frontière »..

## Les objets

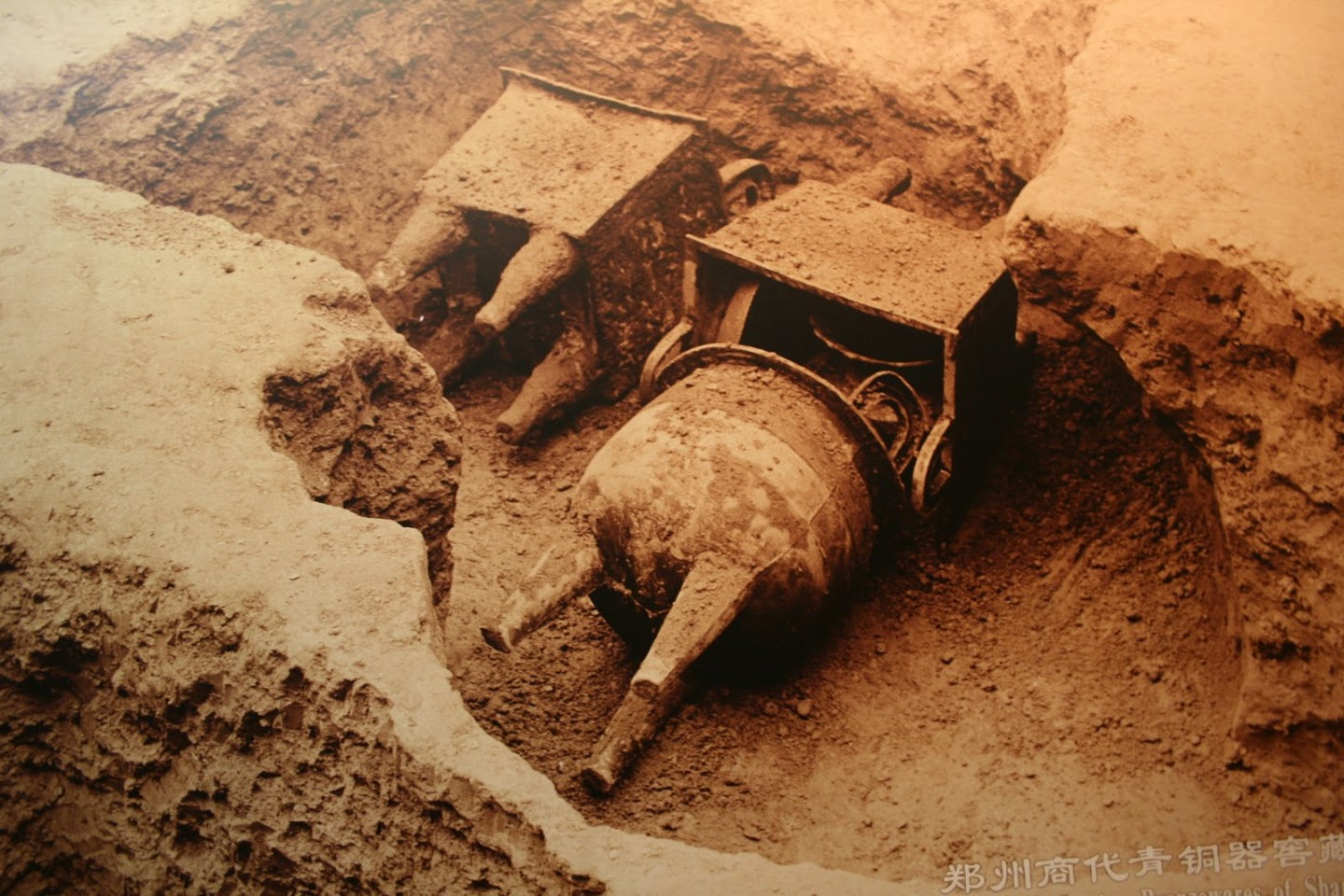
Vue du site de Zhengzhou, vases rituels de bronze lors de leur découverte[22]. Culture d'Erligang, Zhengzhou. Musée Prov. du Henan
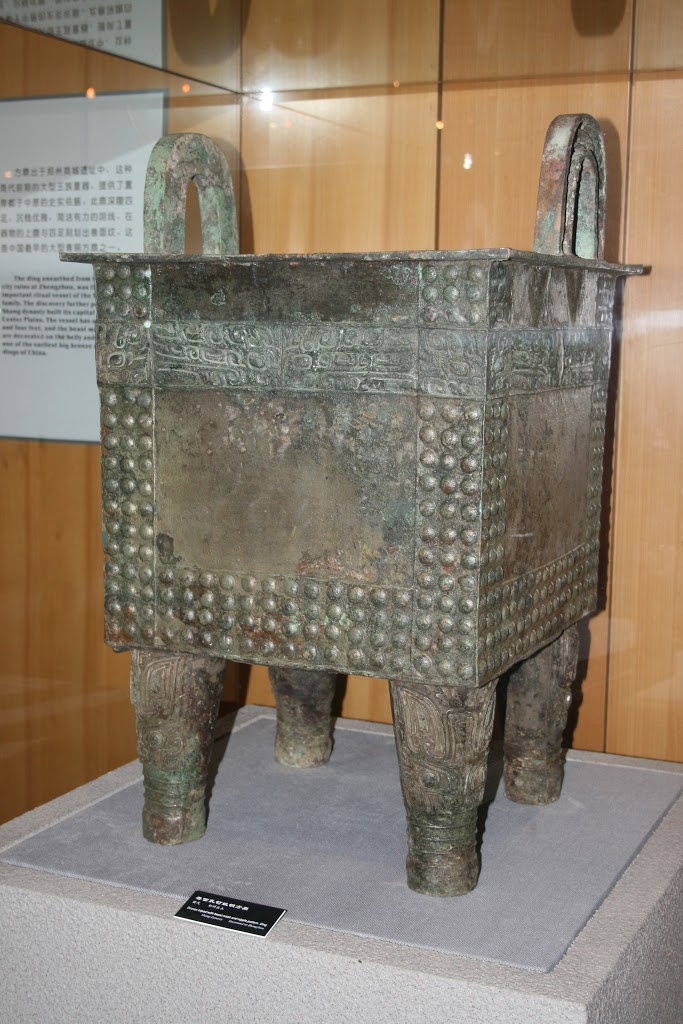
Bronze rituel de type fangding[23]. H: 1m, poids 86 kg. Erligang (Zhengzhou). Musée Provincial du Henan.
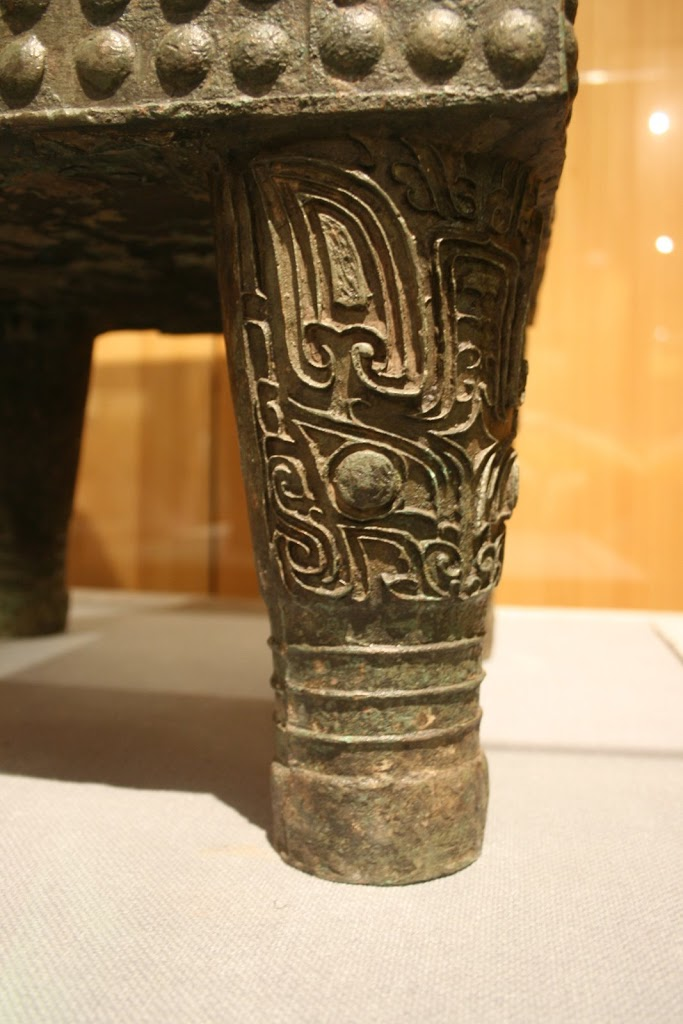
Détail du pied du fangding.

## Quel rapport avec la dynastie des Shang?
Sur la base de mesures au radiocarbone les débuts de la dynastie Shang tournent autour de 1600-1300 AEC. Les restes d'une cité importante ont été attribués à la dynastie Shang à Zhengzhou. Peut-être s'agirait-il de leur « capitale » pendant un temps, entre 1600 et 1300 AEC. Et des indices laissent à penser qu'il s'agirait d'une culture qui aurait évolué de manière continue depuis sa première phase, représentée par le site de , à 20 km de Zhengzhou. Mais il y a encore un petit « trou » entre les premiers indices Shang de Xiaoshuangqiao et les premiers restes d'Anyang au Nord du Henan, sur le site de Huayuanzhuang, habituellement appelé le site de Huanbei. Ce dernier pourrait-être un site Shang des débuts.
La première phase de la culture Shang serait présente dans la cité murée intérieure de Zhengzhou, dans le petit mur intérieur du site de Yanshi et jusqu'à des dépôts sur le site même d'Erlitou. On voit bien que ces trois sites sont imbriqués culturellement à cette époque, mais la recherche est en cours... Quant à la seconde phase de la culture Shang elle serait incluse dans l'expansion de la cité de Zhengzhou, entourée par un mur, ainsi que l'expansion de la cité de Yanshi, selon cet auteur, dont l'avis n'est pas unanimement partagé par la communauté scientifique internationale, il s'en faut de beaucoup